# Karlistické války
Karlistické války (španělsky Guerras Carlistas) ve Španělsku byly poslední velké evropské občanské války, ve které bojovali uchazeči o nárok na trůn. Několikrát během období let 1833–1876 karlisté, stoupenci Dona Carlose a jeho potomků pod heslem „Bůh, země a král“ bojovali za zachování španělské politické tradice (legitimismus a katolicismus) proti liberalismu, později proti republikanismu. Když Ferdinand VII. zemřel v roce 1833, jeho čtvrtá žena Marie Kristýna se stala královnou regentkou jménem jejich dítěte Isabely II. To vyústilo v roztříštěnost země na dvě frakce známé jako cristinos a karlisty. Cristinos byli podporováni regentskou královnou a její vládou, karlisté byli stoupenci Dona Carlose, uchazeče o trůn a bratra Ferdinanda VII., popřeli Pragmatickou sankci z roku 1830, která částečně rušila salijský zákon (latinsky Lex Salica), který z nástupnictví vylučoval ženy.

## Karlistické války

Ondřejský kříž, symbol karlistů

- První karlistická válka (1833–1840)
- Druhá karlistická válka (1846–1849)
- Třetí karlistická válka (1872–1876)[pozn 1]
- Španělská občanská válka (1936–1939)[pozn 2]